# پروتئوس (قمر)

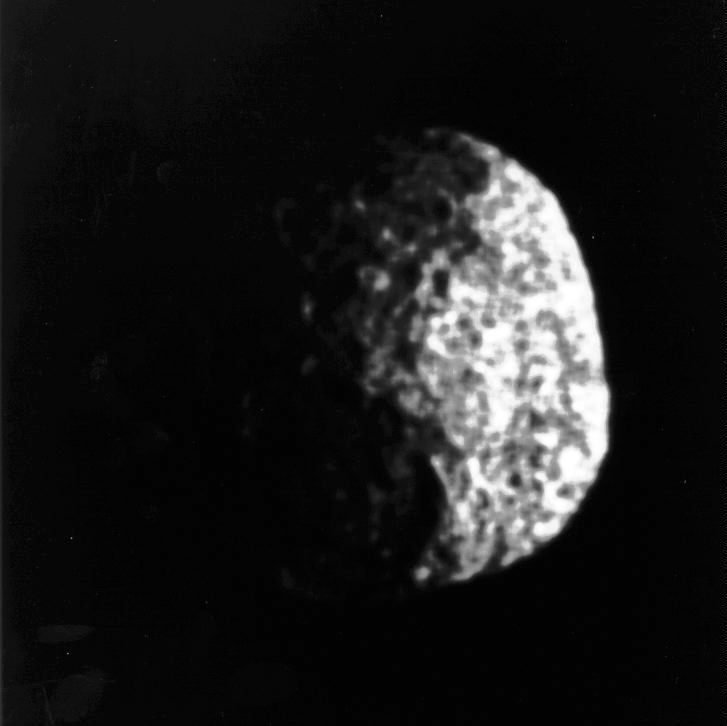

 پروتیوس (ماه)ˈproʊtiəs نام یکی از ماه‌های نپتون است که در سال ۱۹۸۹ میلادی کشف شد.
قطر آن ۴۲۰ کیلومتر، جرمش ۴٫۴‎×۱۰۱۹ کیلوگرم، نیم محور بزرگ چرخش آن به دور نپتون ۱۱۷٬۶۴۶ کیلومتر، دوره مداری آن ۱/۱۲۲ روز، انحراف مداری  ۰/۰۷۵ درجه و خروج از مرکز آن ۰/۰۰۰۵ است.

## نگارخانه

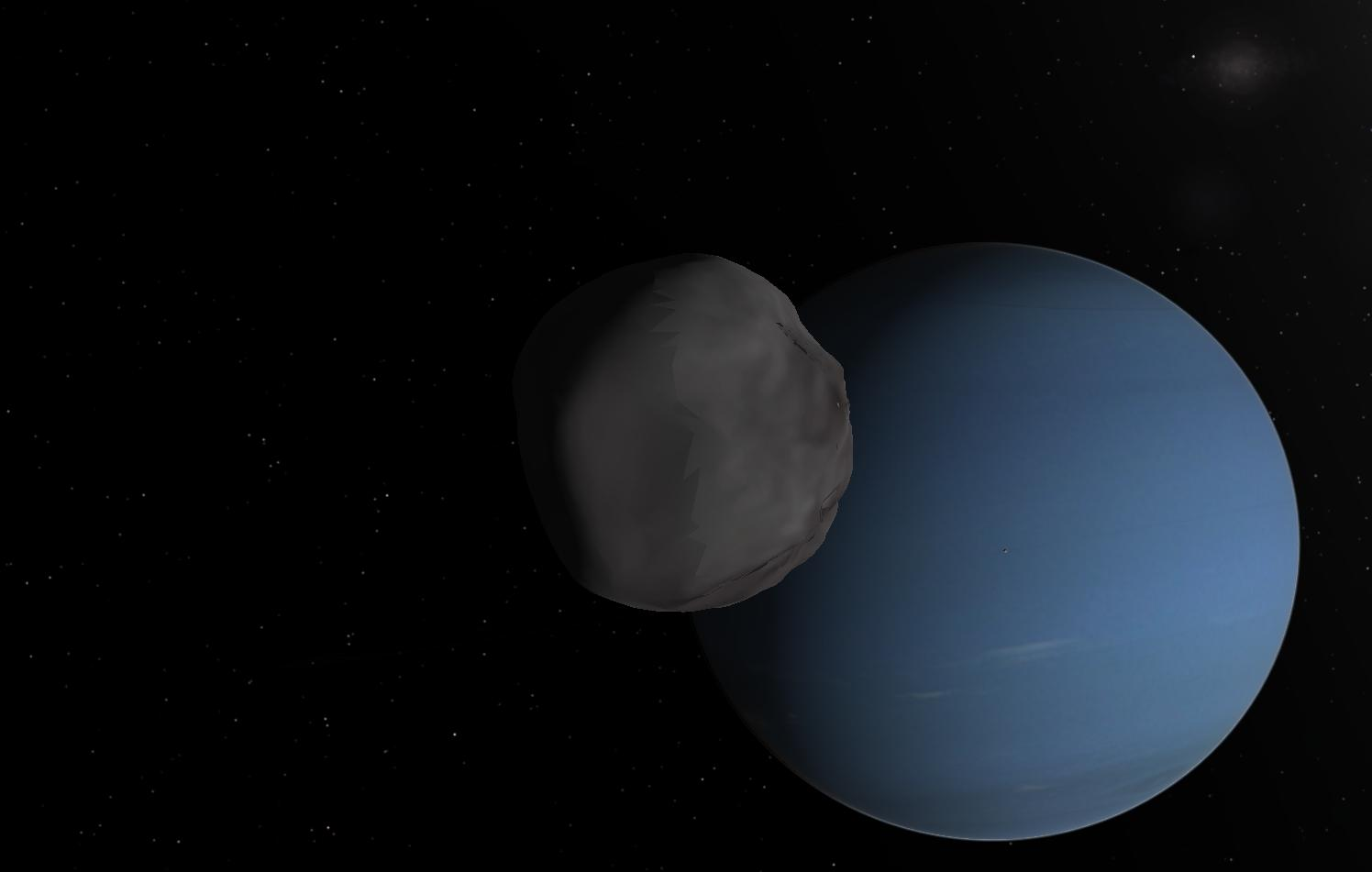